# Лок. син Номбре, Мигел Анхел Рејес Дз. (Транкосо)
Лок. син Номбре, Мигел Анхел Рејес Дз. (шп. Loc. sin Nombre, Miguel Ángel Reyes Hdz.) насеље је у Мексику у савезној држави Закатекас у општини Транкосо. Насеље се налази на надморској висини од 2210 м.

## Становништво
Према подацима из 2005. године у насељу је живело 9 становника.

### Хронологија
| Година       | 2005 |
| ------------ | ---- |
| Становништво | 9    |

### Попис
| # | Индикатор                        | Вредност |
| - | -------------------------------- | -------- |
| 1 | Укупно појединачних домаћинстава | 2        |